# Guðni Bergsson
Guðni Bergsson   (Reykjavík, 21 de juliol de 1965) és un exfutbolista islandès de la dècada de 1990.
Fou 80 cops internacional amb la selecció islandesa. Fou jugador, entre d'altres, de Tottenham Hotspur FC i Bolton Wanderers FC. Ha estat president de l'Associació de Futbol d'Islàndia.